# 新墨西哥領地
新墨西哥領地（英語：New Mexico Territory）是美國歷史上的一個合併建制領土，存在於1850年9月9日至1912年1月6日期間，之後升格為美國第47個州新墨西哥州。新墨西哥領地初期範圍除了新墨西哥州之外還包括了亞利桑那州全部以及內華達州及科羅拉多州的部分地區。

## 外部連結
- David L. Caffey, Chasing the Santa Fe Ring: Power and Privilege in Territorial New Mexico. Albuquerque, NM: University of New Mexico Press, 2014.